# Théâtre Michel (Saint-Pétersbourg)
Pour l’article homonyme, voir Théâtre Michel (Paris).
Le théâtre Michel (en russe, Михайловский Театр), anciennement « théâtre impérial Michel »  ou « théâtre français de Saint-Pétersbourg », fut nommé en l'honneur du grand-duc Michel, fils puîné de Paul Ier, dont le palais se trouve à proximité et abrite aujourd'hui le Musée russe de Saint-Pétersbourg.

## Théâtre

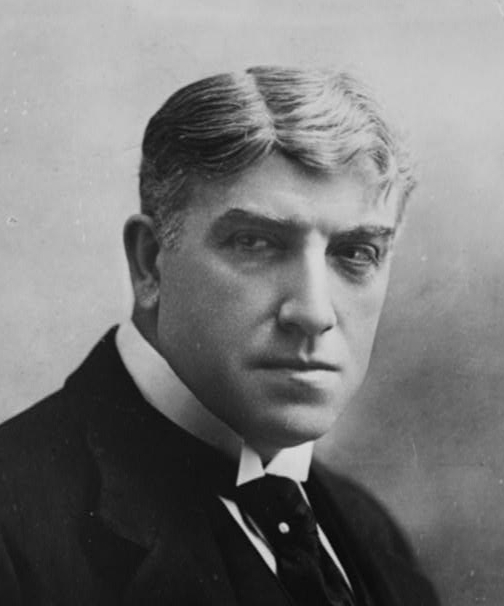
Lucien Guitry

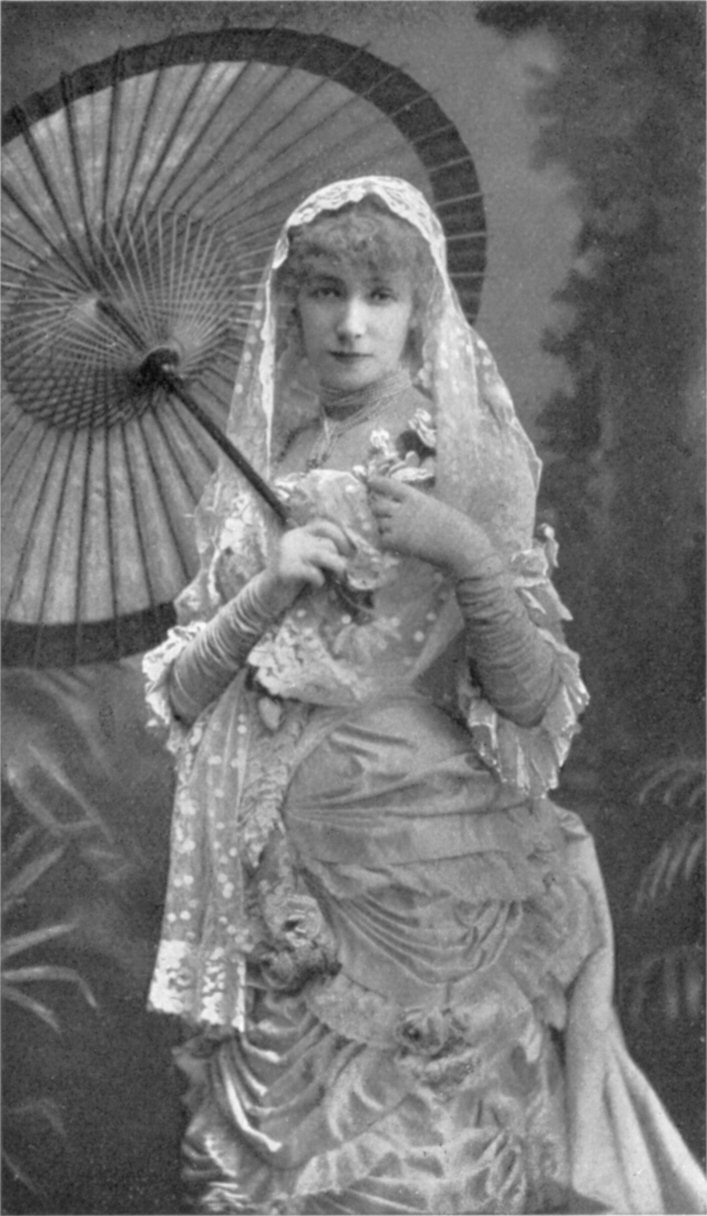
Sarah Bernhardt

Le théâtre ouvrit le 8 novembre 1833 sur décret de Nicolas Ier pour accueillir des troupes françaises - et parfois allemandes - qui recevaient des contrats de deux à cinq ans en moyenne. Les pièces françaises du répertoire classique, mais aussi moderne, y seront jouées jusqu'en 1918, pour un public alors francophone qui se composait de la famille impériale et de l'aristocratie, mais aussi de l'intelligentsia, des étudiants et bien sûr de la colonie française pour laquelle l'amphithéâtre était réservé. Léon Tolstoï y vint dans sa jeunesse, ainsi que Tchaïkovski et son frère Modeste, amis personnels de Lucien Guitry.
À partir des années 1870, le théâtre accueillit en permanence une troupe française, recevant alors son nom de « théâtre français ». Le père de Sacha Guitry, dont le parrain était Alexandre III, Lucien Guitry en fut une des grandes figures.
Le théâtre avait la réputation de jouer pour le public de la haute société des pièces légères dans le genre vaudeville, mais petit à petit le répertoire comprit les pièces les plus célèbres des auteurs de l'époque, comme Victor Hugo, Alfred de Musset, Eugène Scribe, Alexandre Dumas fils, Victorien Sardou, Edmond Rostand, et bien sûr Molière ou Beaumarchais. La pièce de Musset Un caprice y fut jouée pour la première fois en 1843, quatre ans avant d'être créée en France. Mlle Allan-Despréaux, qui l'avait découverte dans une traduction russe, interprétait le rôle en français de Mme de Léry et le reprit ensuite à son retour à Paris, faisant connaître la pièce au public du Théâtre-Français.
Les plus grands acteurs de l'époque y vinrent : Prosper Bressant y joua de 1838 à 1846, mais aussi Francisque Berton, Marie Delaporte de 1868 à 1874 et Sarah Bernhardt en 1881, 1892 et 1908 ; elle fit parallèlement des tournées triomphales dans d'autres villes de Russie.
Dans les emplois de « grandes coquettes », on trouvait entre autres Mlle Allan-Despréaux et Mlle Arnould-Plessy, amie intime de George Sand et sociétaire de la Comédie-Française. Le tsar Nicolas Ier fut un admirateur de son talent et dans la loge impériale, il avait fait mettre une statue représentant l'actrice. Une des plus célèbres tragédiennes du XIXe siècle, Rachel, fut invitée par Nicolas Ier, qui l'avait vue en tournée à Potsdam, à venir au théâtre Michel en 1853. Elle fit sensation à Saint-Pétersbourg et prolongea son séjour en Russie en se produisant au printemps 1854 à Moscou.

## Opérettes

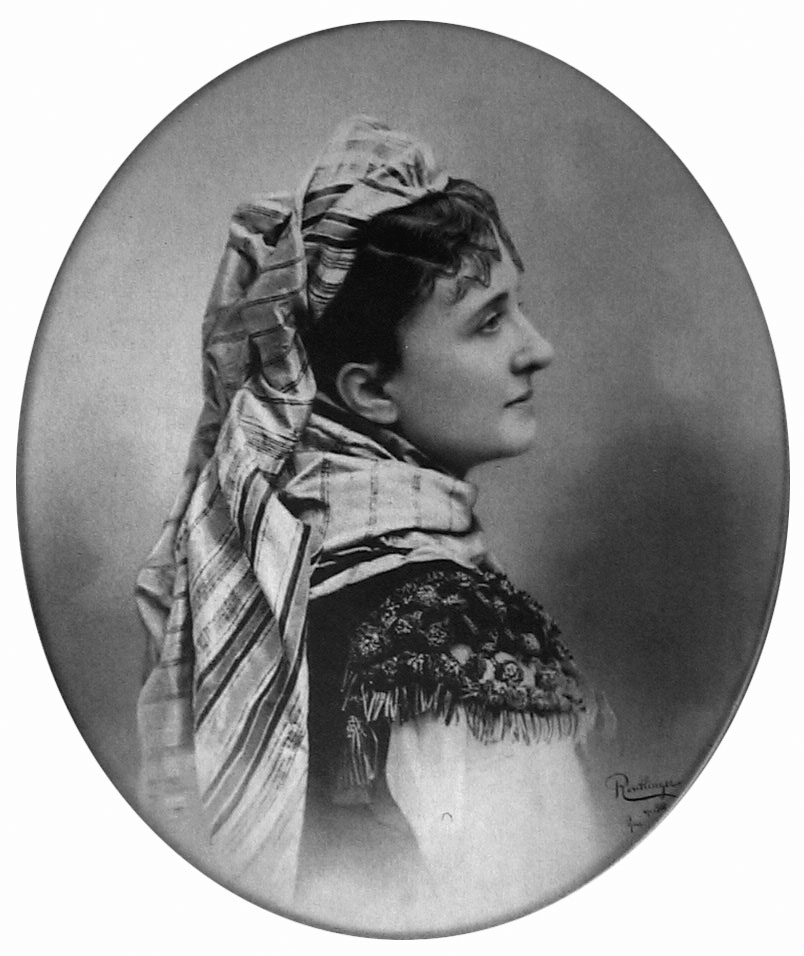
Hortense Schneider

C'est à cette époque que le théâtre Michel élargit ses productions à un nouveau genre très en vogue, celui de l'opérette ou de l'opéra-comique. Orphée aux Enfers d'Offenbach fut monté en 1859 (au début dans un autre théâtre, car le Michel était alors en travaux) avec Augustine Devéria dans le rôle principal. L'opérette devint un genre très prisé dans toute l'Europe, et les pétersbourgeois en étaient férus. Alexandre II aimait Offenbach et il assista au théâtre Michel à la première, le 9 avril 1866, de La Belle Hélène qui rencontra un succès mémorable.
Toutes les cantatrices françaises de renom de la seconde moitié du XIXe siècle, vinrent se produire au théâtre Michel ou au théâtre de l'Opéra-Bouffe, place Alexandrinskaïa, d'Hortense Schneider (particulièrement prisée dans La Périchole et La Belle Hélène) à Anna Judic, venue en 1874.
Dans les années 1890, lorsque le théâtre Mariinsky fut en travaux, on y joua des opéras ou des ballets. Chaliapine (1873-1938) y chanta et Mathilde Kschessinska y dansa.

## Après la révolution
La troupe française dut quitter la Russie bolchévique le 3 mars 1918 et le théâtre devint le Maly Operny Teatr (« petit théâtre d'opéra »). Pendant les années 1920-1930 qui furent fécondes en nouvelles expérimentations, on y produisit des spectacles musicaux. Dmitri Chostakovitch y fit ses débuts. La première mondiale de son opéra Lady Macbeth de Mtsensk fut bien accueillie par un public cultivé, ainsi que la première de Guerre et Paix de Serge Prokofiev en 1946.
De 1989 à 2001, le Maly Operny Teatr fut renommé « théâtre Moussorgsky ». Il a retrouvé son nom de théâtre Michel depuis.

## Histoire récente
Le danseur Farouk Rouzimatov est nommé en 2007 directeur artistique du ballet du théâtre Michel, jusqu'en octobre 2009. L'Espagnol Nacho Duato lui succède le 1er janvier 2011 jusqu'en 2013, devenant simplement chorégraphe invité, car il est nommé directeur artistique du ballet d'État de Berlin. En septembre 2018, Mikhaïl Messerer quitte le poste de directeur artistique du ballet et Nacho Duato reprend à nouveau son poste, tandis qu'Alexandre Vedernikov est nommé chef d'orchestre principal et directeur musical au début de l'année 2019. Ce dernier meurt en octobre 2020.

## Chef d'orchestre principal et directeur musical
- 1918-1936 — Samuel Samossoud
- 1936-1944 — Boris Khaïkine
- 1944-1956 — Edouard Grikourov
- 1956-1959 — Gueorgui Doniakh
- 1960-1969 — Edouard Grikourov
- 1969-1971 — Guennadi Provatorov
- 1971-1977 — Alexandre Dmitriev[6]
- 1977-1990 — Valentin Kojine
- 1990-1992 — Vladimir Ziva
- 1992-2009 — Andreï Anikhanov
- 2009-2011 — Peter Feranec
- 2012-2018 — Mikhaïl Tatarnikov
- 2019-2020 — Alexandre Vedernikov
- 2020- — Alexandre Soloviov